# 杨幂
杨幂（1986年9月12日—），北京市人，中国大陆女演员，毕业于北京电影学院。童星出身，4岁首次出演电视劇作品《唐明皇》，曾在周星驰电影《武状元苏乞儿》中露脸。2002年正式出道。她憑藉曆史劇《王昭君》（2007）中的表現嶄露頭角，獲得第24屆中國電視金鷹獎觀眾喜愛的女演員提名。2009年以《仙剑奇侠传三》中唐雪见一角人气急升。2011年穿越劇《宫》成為其事業轉折點，不僅為她贏得第17屆上海電視節白玉蘭獎最佳女演員提名及獲得“觀眾票選最具人氣女演員”，還憑劇中演唱的OST《愛的供養》斬獲第6屆華鼎獎電視劇最佳主題曲演唱及全球華語榜中榜最佳電視劇女演員。
此後，楊冪的電視劇成就持續。2012年，以都市劇《北京愛情故事》（2012）獲得第26屆中國電視金鷹獎最佳女主角；同年，《如意》（2011）和《盛夏晚晴天》（2012）又為她帶來第8屆華鼎獎最佳女主角和全國觀眾最喜愛的影視明星提名。仙俠劇《古劍奇譚》（2014）則讓她入圍第17屆華鼎獎最佳女演員。她在《親愛的翻譯官》（2016）等現代劇與《三生三世十里桃花》（2017）、《扶搖》（2018）等古裝巨制中展現多元戲路，其中《扶搖》同時提名第24屆華鼎獎古裝題材最佳女演員及第30屆金鷹獎“觀眾喜愛的女演員”。2018年，她獲得了第五屆中國電視好演員獎綠寶石獎女演員。她近年電視劇作品包括《斛珠夫人》（2021）、《愛的二八定律》（2022）及入圍首爾國際電視節最佳長篇劇的《哈爾濱1944》（2024）。
電影領域中，楊冪在《孤島驚魂》（2011）中的表現爲她贏得第12屆華語電影傳媒大獎“最受矚目女演員”，被譽爲中國“粉絲經濟”時代先鋒。她主演的《小時代》繫列（2013-2015）和《刺殺小説家》（2021）票房成績斐然，文藝片《逆時營救》（2017）則爲其摘得第50屆休斯頓國際電影節最佳女主角及上海國際電影節成龍國際動作電影周最佳動作女演員獎。武俠片《繡春刀II：修羅戰場》（2018）令她獲北京大學生電影節最受歡迎女演員獎，而文藝片《寶貝兒》（2018）不僅入圍多倫多國際電影節，更角逐第66屆聖塞巴斯蒂安國際電影節主競賽單元，影片獲金貝殼獎提名，楊冪個人亦獲銀貝殼獎最佳女演員提名。截止2021年，她主演的電影票房破74億，一番主演電影票房為24.9億。
楊冪曾於2009年被騰訊網、2013年被南都周刊評選爲“四小花旦”之一。據Statista統計，截至2024年6月5日，她在中國廣告代言與商業合作領域的品牌價值評估中位居榜首。

## 经历

### 童星时期
杨幂出生于北京市宣武区（今属西城区）的一个普通家庭，父亲杨晓林是刑警，因一家三口都姓杨，故取名为“幂”（在数学上表示乘方运算的结果，即一个数的自乘），其大伯是清华大学数学系教授杨晓京。小时候的她特别顽皮静不下心，因此父母替她报名中国儿童电影制片厂的儿童影视表演培训班。1990年，正逢电视剧《唐明皇》剧组来挑小演员，4岁的杨幂有幸被选中饰演幼年咸宜公主，由此开始了自己的演艺之路。之后她相继出演了电影《武状元苏乞儿》和电视剧《猴娃》等作品。虽然当时的杨幂并不知名，但是她拍戏时认真的态度却给《猴娃》的导演兼制片人李小婉留下了深刻印象。
随着小学入学，杨幂开始进入学校学习。在1996年与李亚鹏合作完电影《歌手》后，她的童年演艺生涯宣告结束。

### 模特出道至《仙剑奇侠传三》（荣信达时期）
初二时，杨幂萌生了当杂志模特的念头。初中毕业后，她在同学母亲的推荐下为《瑞丽》杂志做起了平面模特，从此正式涉足演艺圈。之后她与成龙、周杰伦等大牌艺人合作拍摄了一系列广告作品，并于2003年9月接拍了自己长大后的首部电视剧《红粉世家》。在此期间，还在北京市第十四中学就读的她正式签约经纪公司北京荣信达影视艺术，正式在中国內地娱乐圈出道。2004年6月在李少红的引荐下出演张纪中版《神雕侠侣》中的郭襄一角。正是这部作品开启了她在古装剧领域的道路，奠定了其今后发展的基础。
在高中三年，由于要兼顾学业和拍戏，这多少影响了杨幂的学习成绩，为此临近毕业的她主动报考了艺术类院校。2005年，杨幂以優異的成绩考入北京电影学院，开始接受系统的影视训练。此外她还在当年拍摄了电视剧《聊斋》、《上书房》、《王昭君》等重要作品。2006年3月，在《神雕侠侣》正式播出后，“小东邪”郭襄的形象獲得不少觀眾認可；2007年的《王昭君》是杨幂首次担当主演女一号角色， 杨幂因此崭露头角。另一方面，除拍摄电视剧外，她还与陈坤等合作出演惊悚悬疑电影《门》，这是杨幂正式出道以来的大银幕处女作。不过随后的两年中，她的演艺事业陷入停滞，只是在2008年凭借《王昭君》提名第24届中国电视金鹰奖“觀眾喜愛的女演員”。
2009年是杨幂事业的转折点。这年4月，在腾讯网评选中，杨幂与黄圣依、王珞丹和刘亦菲一同获封中国大陆新“四小花旦”。之后，由她主演的根据游戏改编的电视剧《仙剑奇侠传三》播出，杨幂在剧中一人分饰唐雪见和夕瑶两个角色。由于兩角淡冷及活潑的反差，加之角色讨巧，赢得了許多年轻观众的喜爱。杨幂也凭借此剧人气上漲。也正是在这一年，她从北京电影学院顺利毕业。同年8月，杨幂出任了网络游戏《天下贰》的代言人。而作为她的首支个人单曲，游戏插曲《琉璃月》于2010年3月14日正式发布。

### 走红与多栖发展（美亚时期）
2010年初，在与荣信达影视的合约到期后，杨幂签约香港美亚娱乐。在当年播出的由她出演的4部电视剧中，以《美人心计》的莫雪鸢最为出彩，而在《神探狄仁杰前传》中则首次演绎反派人物。恐怖电影《孤岛惊魂》是她时隔多年后的首部大银幕作品。
如“劳模”般工作一整年之后，杨幂在2011年收获人气的大爆发。这年2月，由她主演的穿越剧《宫》在湖南卫视首播后掀起热潮，收视率屡创新高，她本人演唱的主题曲《爱的供养》亦红遍大街小巷。这部戏使杨幂获得主流媒体的广泛认可，成就其演艺事业的又一个高峰。7月，电影《孤岛惊魂》正式上映后，这部原本不被看好的小成本影片最终却创下9000万元的国产恐怖片票房新纪录，震惊业内。与此同时，她也积极谋求向大银幕发展，相继接拍《画皮II》、《春娇与志明》、《消失的子弹》等多部电影。9月12日，杨幂在香港与少城时代签约，同时加盟环球唱片，正式跨界成为歌手。
同许多知名艺人一样，杨幂在2012年伊始成立自己的个人工作室。1月4日，其首张专辑《亲幂关系Close to Me》正式发行。在《福布斯》杂志5月公布的“中国百大名人权力榜”中，杨幂继前一年首次进入榜单后（92位），在新的一年一跃上升到了第13位。同时，由她出演的多部影视作品在当年都取得了不错的反响，其中电视剧《北京爱情故事》在年初曾风靡一时，杨幂亦凭借该剧荣获第九届中国金鹰电视艺术节“最具人气女演员”；而电影《画皮II》则以近7.3亿元的成绩成为了首部在中国大陆票房破7亿的国产电影，其在片中古灵精怪的表现也颇有亮点。不过美中不足的是，因主演的《大武当之天地密码》和《HOLD住爱》两片口碑糟糕，令其当选来年的第四届金扫帚奖“最令人失望女演员”。

### 工作室时期
2013年1月，在《南都娱乐周刊》评选中，杨幂和刘诗诗、倪妮、Angelababy被评为新四小花旦，令杨幂成为众多新四小花旦榜单中，唯一两度上榜的人。同年，她携旗下工作室与欢瑞世纪进行合作，担当了电视剧《微时代》的制片人。相比起之前一年的良莠不齐，她在这年推出的作品数量大为减少，除了电视剧《盛夏晚晴天》，还有根据同名小说改编的电影《小时代》两部曲上映，该系列影片在遭遇极大争议的情况下最终在暑期档合计砍下了近7.9亿元票房。
杨幂和刘恺威在2014年1月8日举行婚礼，并于同年6月产女。受此影响，在年初拍摄完《小时代》系列电影的后两部之后，杨幂随即处于停工待产的状态，直到当年9月才恢复工作，不过在此期间由她主演的电影《分手大师》、《小时代：刺金时代》和电视剧《古剑奇谭》仍然在暑期档收获了票房和收视率的新高。除了艺人身份外，杨幂还在其他方面继续扩展自己的事业：一方面她入股欢瑞世纪成为股东，另一方面则将工作室独立出来后成立新公司嘉行传媒。
2016年下半年於國防教育節目《真正男子汉2》中前往解放軍空軍基地擔任殲-11B戰鬥機的地面機務維修。
楊冪主演的古装仙侠电视剧《三生三世十里桃花》在2017年1月30日大年初三於浙江卫视、东方卫视首播，台灣則由愛奇藝台灣站全網獨播。2017年2月，《三生三世十里桃花》上星播出。该剧以双台平均破一的成绩取得全国同时段电视剧收视冠军。 該劇播出後廣受好評。
2018年，楊冪主演的現代職場劇《談判官》聚焦談判專家職業領域，展現行業生態。 同年，她領銜主演古裝玄幻劇《扶搖》。《扶搖》是浙江衛視周播劇場同時段第一，創下周播劇場收視新高。據騰訊第二季財報，扶搖以138億網絡播放量收官，成為上半年獨播電視劇收視率排名第一，且打破騰訊視頻5年以來的网播量记录。這創下騰訊視頻會員的新拉新記錄，訂購用户同比增长121%。 同年，在劉傑執導的文藝電影《寶貝兒》中，她飾演一名因先天缺陷被父母遺棄、成年後奮力拯救同病嬰孩的女性角色。 其塑造的飽受疾病與貧睏摧殘、未老先衰的底層女性形象獲得業界好評，生動演繹了角色的脆弱與堅韌。 《寶貝兒》入選第43屆多倫多國際電影節“特別展映”單元，並入圍聖塞巴斯蒂安國際電影節主競賽單元，楊冪憑藉該片獲得銀貝殼獎最佳女主角提名。  同年，她加盟路陽執導的奇幻電影《刺殺小説家》，在其中扮演一個反派。
2022年7月27日，楊冪主演的《扶搖》上線四達時代斯瓦希里語頻道後，在坦尚尼亞、肯亞等非洲國家大受歡迎。該劇是四達時代平台在非洲收視率最高的一部中文劇，平均收視為7，最高收視達到14.19，被認為是中非影視文化交流的橋樑。
2023年5月8日，楊冪正式宣布離開嘉行傳媒。。同年12月，主演的電影《沒有一頓火鍋解決不了的事》入圍第五屆海南島國際影展金椰獎劇情長片。 該片於2024年5月1日在中國上映，上映3天票房破5000萬後宣布撤檔。
2024年4月21日，主演的《哈尔滨一九四四》在愛奇藝、東方衛視、江蘇衛視、北京衛視首播，並自開播後，包攬衛視收視率排行榜前三。 該劇在愛奇藝播出24小時後熱度便突破8500，成為2024年愛奇藝熱度最快破8500的劇集。 該劇各衛視實時收視均突破0.3，收視破1，綜合為1.032。 同年，該劇被第19届首尔国际电视节提名為國際競賽單元最佳長篇電視劇。
2024年5月23日，主演的《狐妖小紅娘月紅篇》在愛奇藝及其海外版全球同步上線，覆蓋190餘個國家和地區，並配以英語、馬來語、印尼語、泰語、越南語等多國語言字幕播出。 該劇成為愛奇藝2024年最快破9000的劇集，被評為2024年最受歡迎的奇幻電視劇。它創造了愛奇藝原創劇集IP授權收入歷史新高。 該劇廣受好評，被央視網文娛、人民文娱等盛讚。

## 演出作品

### 电视剧
| 首播年份 | 剧名             | 角色                           | 备注     |
| 1993年   | 唐明皇           | 幼年咸宜公主                   | 4歲      |
| 1993年   | 猴娃             | 囡囡                           |          |
| 2004年   | 红粉世家         | 李小桃                         |          |
| 2004年   | 天和局           | 竺玉秋                         |          |
| 2004年   | 双响炮           | 儿媳妇                         |          |
| 2005年   | 聊斋             | 聂小倩                         |          |
| 2006年   | 神雕侠侣         | 郭襄                           |          |
| 2007年   | 王昭君           | 王昭君／李夫人                 |          |
| 2007年   | 笑着活下去       | 程小诺                         |          |
| 2008年   | 上书房           | 富察敦儿                       |          |
| 2009年   | 暗香             | 小金姑娘                       |          |
| 2009年   | 仙剑奇侠传三     | 唐雪见／夕瑶                   |          |
| 2010年   | 神探狄仁杰前传   | 玲珑                           |          |
| 2010年   | 美人心计         | 莫雪鸢                         |          |
| 2010年   | 大秦直道         | 赢灵公主（魏灵儿）             | 台湾首播 |
| 2010年   | 红楼梦           | 晴雯                           |          |
| 2010年   | 刁蛮新娘         | 颜小蛮（莫小颜）               |          |
| 2011年   | 窈跳淑女         | 扎宁                           | 網絡劇   |
| 2011年   | 十二生肖传奇     | 蛇神青璃                       |          |
| 2011年   | 我们是一家人     | 夏佳佳                         |          |
| 2011年   | 宫               | 洛晴川／花影                   |          |
| 2011年   | 洪武大案         | 蔡珏                           |          |
| 2011年   | 画皮             | 天鹅精小红                     |          |
| 2011年   | 新京城四少       | 殷白雪（霍小钗）               |          |
| 2011年   | 相逢何必曾相识   | 何美纪                         |          |
| 2011年   | 命运交响曲       | 郝安琪                         |          |
| 2011年   | 唐宫美人天下     | 宸妃青鸾                       |          |
| 2012年   | 北京爱情故事     | 杨紫曦                         |          |
| 2012年   | 宫锁珠帘         | 洛晴川／花影                   | 客串     |
| 2012年   | 如意             | 如意                           |          |
| 2012年   | 虎符传奇         | 如姬                           |          |
| 2013年   | 盛夏晚晴天       | 夏晚晴                         |          |
| 2014年   | 江南四大才子     | 唐伯虎夫人                     | 客串     |
| 2014年   | 古剑奇谭         | 风晴雪                         |          |
| 2016年   | 亲爱的翻译官     | 乔菲                           |          |
| 2017年   | 三生三世十里桃花 | 白淺／司音／素素／玄女（部分） |          |
| 2018年   | 谈判官           | 童薇                           |          |
| 2018年   | 扶搖             | 扶搖(鳳無名)                   |          |
| 2019年   | 筑梦情缘         | 傅函君                         |          |
| 2020年   | 三生三世枕上书   | 白淺                           | 客串     |
| 2021年   | 暴風眼           | 安靜                           |          |
| 2021年   | 斛珠夫人         | 方海市／葉海市（淳容妃）       |          |
| 2022年   | 谢谢你医生       | 肖硯                           |          |
| 2022年   | 爱的二八定律     | 秦施                           |          |
| 2024年   | 哈尔滨一九四四   | 關雪                           |          |
| 2024年   | 狐妖小红娘月红篇 | 涂山红红                       | 网络剧   |
| 2025年   | 生万物           | 寧繡繡                         |          |
| 2026年   | 我愛的那些人     | 餘年年                         |          |

### 电影
注：「电视电影」所標示之日期為CCTV-6首播日期
| 上映年份             | 片名                     | 角色             |
| 1992年               | 武状元苏乞儿             | 苏灿女儿         |
| 1993年               | 英雄劫                   | 苏先生女儿       |
| 1997年               | 歌手                     | 小夏表妹         |
| 2005年               | 北京童话（电视电影）     | 朱珠             |
| 2007年               | 门                       | 文馨             |
| 未上映（2010年拍摄） | 人鱼帝国                 | 蓑鮋岛岛主       |
| 2011年               | 孤岛惊魂                 | 沈伊琳／彭非母亲 |
| 2011年               | 东成西就2011             | 杨幂             |
| 2012年               | 八星抱喜                 | 陈思思           |
| 2012年               | 新天生一对               | 方家蔚           |
| 2012年               | 春娇与志明               | 尚优优           |
| 2012年               | 跑出一片天               | 蝎子             |
| 2012年               | 画皮II                   | 雀儿             |
| 2012年               | 大武当之天地密码         | 天心             |
| 2012年               | 消失的子弹               | 小云雀           |
| 2012年               | HOLD住爱                 | 周静             |
| 2012年               | 三个未婚妈妈             | 户籍警小马       |
| 2013年               | 小时代                   | 林萧             |
| 2013年               | 小时代：青木时代         | 林萧             |
| 2013年               | 玛德2号                  | 杨老师           |
| 2014年               | 大寒桃花开（数字电影）   | 桃花开           |
| 2014年               | 分手大师                 | 叶小春           |
| 2014年               | 小时代：刺金时代         | 林萧             |
| 2015年               | 何以笙箫默               | 赵默笙           |
| 2015年               | 小时代：灵魂尽头         | 林萧             |
| 2015年               | 恋爱中的城市             | 紫桐             |
| 2015年               | 我是证人                 | 路小星           |
| 2015年               | 怦然星动                 | 田心             |
| 2016年               | 爵迹                     | 神音             |
| 2017年               | 逆时营救                 | 夏天             |
| 2017年               | 绣春刀2：修罗战场        | 劉妙玄／北齋     |
| 2018年               | 寶貝兒                   | 江萌             |
| 2019年               | 解放·终局营救            | 何秀萍           |
| 2021年               | 刺殺小說家               | 屠靈             |
| 2024年               | 没有一顿火锅解决不了的事 | ㄠ雞             |
| 2025年               | 醬園弄．懸案             | 王許梅           |
| 2025年               | 长安的荔枝               | 郑玉婷           |
| 待上映               | 惊蛰无声                 |                  |

注：《大寒桃花开》是2004年拍摄的数字电影，2014年在院线上映。

### 配音
- 2016年 功夫熊猫3 美美
- 2024年 功夫熊猫4 小真

### 網路劇／微电影
| 日期   | 日期 | 片名                  | 角色           | 备注                     |
| 2011年 | 1月  | 窈“跳”淑女            | 扎宁           | 网络游戏《天下贰》宣传剧 |
| 2011年 | 8月  | 爱至毫厘 恋上发梢     | Lisa           | 力士秀发态度微电影       |
| 2012年 | 4月  | 为渴望而创            | 杨幂           | 百事淘宝青春励志剧       |
| 2012年 | 7月  | 交换旅行              | 小幂           | 自导自演微电影           |
| 2013年 | 1月  | 把乐带回家2013        | 买火车票的情侣 | 百事群星贺岁片           |
| 2013年 | 6月  | 屌丝男士第二季        | 制片人         | 搜狐视频网络剧           |
| 2014年 | 1月  | 把乐带回家2014·人情乐 | 乐叔助理       | 百事群星贺岁片           |
| 2014年 | 7月  | 微时代                | 洛依           | 腾讯视频网络剧           |
| 2016年 | 12月 | 我是你的小幂Phone     | 小幂           | OPPO微電影               |

### 综艺节目
| 日期          | 日期             | 节目              | 內容           | 备注                               |
| 2016年-2017年 | 10月21日-1月19日 | 真正男子漢第二季  | 全14期         | 常駐嘉賓                           |
| 2017年        | 6月10日-9月23日  | 明日之子          | 全15期         | 首席星推官                         |
| 2018年        | 6月30日-9月14日  | 明日之子_(第二季) | 全12期         | 廠牌星推官                         |
| 2019年        | 3月30日-6月22日  | 密室大逃脫        | 全12期         | 常駐嘉賓                           |
| 2019年        | 8月11日-10月20日 | 中国达人秀第六季  | 全12期         | 梦想观察员（评委）                 |
| 2020年        | 6月30日-9月23日  | 密室大逃脫第二季  | 全13期         | 常駐嘉賓                           |
| 2021年        | 5月6日-8月5日    | 密室大逃脱第三季  | 全13期         | 常驻嘉宾                           |
| 2022年        | 6月11日-至今     | 戰至巔峰          | 全期           | 電競新人                           |
| 2022年        | 6月17日-9月2日   | 花儿与少年第四季  | 全期           | 花少團                             |
| 2022年        | 7月8日-10月13日  | 密室大逃脱第四季  | 1~6期、12~14期 | 常驻嘉宾，7-11期因身體因素暫時缺席 |
| 2023年        | 5月31日-9月6日   | 密室大逃脫第五季  | 全期           | 常駐嘉賓                           |

## 音樂作品

### 专辑
| 发行日期     | 专辑名              | 唱片公司 | 语言 |
| ------------ | ------------------- | -------- | ---- |
| 2012年1月4日 | 亲幂关系Close to Me | 少城时代 | 国语 |

### 单曲
| 年份   | 歌名       | 备注                                     |
| ------ | ---------- | ---------------------------------------- |
| 2010年 | 琉璃月     | 网络游戏《天下贰》插曲                   |
| 2011年 | 愛的供養   | 电视剧《宫》插曲                         |
| 2012年 | 爱情爱情   | 电视剧《北京爱情故事》插曲               |
| 2012年 | 有点舍不得 | 电视剧《如意》主题曲                     |
| 2012年 | 错怪       | 电视剧《如意》片尾曲，与刘恺威合唱       |
| 2012年 | 爱情地图   | 电影《大武当之天地密码》主题曲           |
| 2013年 | 如果爱老了 | 电视剧《盛夏晚晴天》片尾曲，与刘恺威合唱 |
| 2013年 | 一定要幸福 | 电视剧《盛夏晚晴天》主题曲               |
| 2014年 | 她他       | 电视剧《微时代》插曲                     |
| 2024年 | 入夢風華   | 2024河南春晚節目                         |

### MV
| 演唱者 | 影片                                      | 备注                               |
| ------ | ----------------------------------------- | ---------------------------------- |
| 李丹阳 | 穿军装的川妹子                            | 1993年首届中国音乐电视大赛金奖作品 |
| 杨幂   | 异想记 还过得去 刺猬的拥抱 不是秘密的秘密 | 收录于专辑《亲幂关系Close to Me》  |

## 评选与奖项
| 年份   | 日期     | 典礼活动                                   | 奖项                                                 |
| ------ | -------- | ------------------------------------------ | ---------------------------------------------------- |
| 2007年 | 4月4日   | 第三届中国影视星锐榜                       | 2006年度十佳冠军                                     |
| 2007年 | 4月12日  | 福布斯2007中国文化娱乐体育产业             | 最具潜力名人                                         |
| 2009年 | 11月12日 | 善待动物组织亚太分部                       | 影响力奖                                             |
| 2010年 | 7月18日  | 2010世界华人精英代表大会                   | 首批形象大使                                         |
| 2010年 | 12月31日 | 浙江卫视2010风尚盛典                       | 年度风尚新人                                         |
| 2011年 | 3月1日   | 优酷影视盛典·2011开年盘点                  | 开年人气女演员                                       |
| 2011年 | 3月7日   | 光线传媒“娱乐现场”节目                     | 特别关注飞跃人物（电视剧类）                         |
| 2011年 | 3月18日  | 东方影视盛典                               | 电视剧年度最具人气价值女演员                         |
| 2011年 | 3月28日  | MSN时尚夜颁奖典礼                          | 星月风尚当红明星                                     |
| 2011年 | 4月15日  | 第十五届全球华语音乐榜中榜                 | 内地最佳电视剧女演员                                 |
| 2011年 | 6月10日  | 第十七届上海电视节                         | 观众票选最具人气女演员                               |
| 2011年 | 8月19日  | 《风尚志》2011风尚权力榜                   | 风尚最具人气女演员                                   |
| 2011年 | 8月26日  | 第一届乐视影视盛典                         | 亚太地区最具人气电视剧女演员                         |
| 2011年 | 10月25日 | 光线传媒“影视风云榜”2011新势力盛典         | 最受欢迎电影女演员                                   |
| 2011年 | 12月4日  | 北京电视台文娱十年影响力盛典               | 最具人气电视剧女演员                                 |
| 2011年 | 12月8日  | 第六届华鼎奖中国电视剧满意度调查发布盛典   | 电视剧最佳主题曲演唱《爱的供养》                     |
| 2011年 | 12月23日 | 安徽卫视2011国剧盛典                       | 年度最具人气演员                                     |
| 2012年 | 1月4日   | 新浪2011网络盛典·微博之夜                  | 最具影响力电视剧女演员、微博女王                     |
| 2012年 | 1月5日   | 《精品购物指南》中国影响2011·时尚盛典      | 年度电视剧女主角、年度风度人物                       |
| 2012年 | 1月11日  | 2011搜狐视频电视剧盛典                     | 最具网络人气女演员                                   |
| 2012年 | 1月19日  | 中歌榜2011年度北京流行音乐典礼             | 最受欢迎女新人                                       |
| 2012年 | 3月31日  | 第二届乐视影视盛典                         | 最具商业价值电影女演员                               |
| 2012年 | 4月13日  | 第十六届全球华语音乐榜中榜                 | 内地最佳跨界歌手                                     |
| 2012年 | 8月21日  | 第十一届CCTV-MTV音乐盛典                   | 内地年度最受欢迎女歌手                               |
| 2012年 | 9月9日   | 第二十六届中國電視金鷹獎                   | 最具人气女演员                                       |
| 2012年 | 12月8日  | 第六届中国移动无线音乐盛典咪咕汇           | 年度最畅销影视剧金曲《爱的供养》                     |
| 2012年 | 12月14日 | 安徽卫视2012国剧盛典                       | 网络最受欢迎内地全能艺人                             |
| 2012年 | 12月21日 | 《红秀GRAZIA》100期灵动潮人夜              | 年度潮流魅惑力奖                                     |
| 2013年 | 3月3日   | 第四屆金掃帚獎                             | 最令人失望女演員《大武當之天地密碼》 《hold住愛》    |
| 2013年 | 3月20日  | 第三届明星公民颁奖盛典                     | 年度明星公民                                         |
| 2013年 | 7月28日  | 安徽卫视2013亚洲偶像盛典                   | 年度实力制作人                                       |
| 2014年 | 10月29日 | 2014时尚COSMO美丽盛典                      | Forever Young Icon大奖                               |
| 2014年 | 12月6日  | 第二届伦敦国际华语电影节                   | 最具海外影响力奖                                     |
| 2014年 | 12月8日  | 英中影视峰会雅典娜艺术奖2014               | 青春之星                                             |
| 2014年 | 12月12日 | 2014中国时尚权力榜颁奖盛典                 | 年度最佳演员                                         |
| 2015年 | 1月12日  | 第五届女性传媒大奖                         | 年度影响力女性                                       |
| 2015年 | 1月15日  | 新浪2014微博之夜                           | 年度突破力奖                                         |
| 2015年 | 3月16日  | 第六屆金掃帚獎                             | 最令人失望女演員《小時代3：刺金時代》《分手大師》    |
| 2015年 | 11月3日  | 亚洲影响力东方盛典                         | 亚洲影响力年度电影力量奖                             |
| 2015年 | 12月5日  | 愛奇藝尖叫之夜                             | 年度影響力電影演員奖                                 |
| 2015年 | 10月30日 | 時裝之夜                                   | 年度最受欢迎演员                                     |
| 2015年 | 12月3日  | 爱奇艺尖叫之夜                             | 年度影响力电影演员                                   |
| 2016年 | 3月20日  | 第七屆金掃帚獎                             | 最令人失望女演員《小時代4：靈魂盡頭》 《何以笙簫默》 |
| 2017年 | 4月25日  | 最具粉丝影响力明星颁奖盛典                 | 最具实力女艺人奖                                     |
| 2017年 | 4月30日  | 第50屆休士頓國際影視展                     | 最佳女演員                                           |
| 2017年 | 6月      | 第20屆上海國際電影節「成龍動作電影周之夜」 | 最佳动作片女演员奖                                   |
| 2017年 | 6月18日  | 第2届微博电影之夜                          | 最受期待演员                                         |
| 2017年 | 9月22日  |                                            | 福布斯中国名人榜第3名                                |
| 2017年 | 12月2日  | 2018爱奇艺尖叫之夜                         | 年度戏剧女艺人                                       |
| 2017年 | 12月3日  | 2017腾讯视频星光大赏                       | 年度综艺之星、VIP之星                                |
| 2018年 | 2月2日   |                                            | 福布斯中國名人榜第7名                                |
| 2018年 | 3月22日  | 2018電視劇品質盛典                         | 年度觀眾喜愛品質劇星                                 |
| 2018年 | 11月28日 | COSMO時尚美麗盛典                          | 年度閃耀美麗偶像                                     |
| 2018年 | 12月28日 | 第五届中国电视好演员奖                     | 绿宝石奖女演员                                       |
| 2019年 | 8月20日  |                                            | 福布斯中国名人榜第9名                                |
| 2019年 | 11月24日 | 星和璀璨星光夜2019                         | 最佳中國女藝人                                       |
| 2020年 | 1月11日  | 2019微博之夜                               | 星光公益之心                                         |
| 2020年 | 1月11日  | 2019微博之夜                               | 微博年度女神                                         |
| 2020年 | 12月20日 | 2020騰訊視頻星光大賞                       | 2020年度最具商業價值藝人                             |

## 个人生活

### 健康問題
2025年2月，楊冪在採訪中透露，滑雪時發現右臂難以抬起，經檢查後確診部分右臂組織鈣化。 她表示會以積極態度面對，如告訴自己：「我變身了！」

### 刘恺威
杨幂與刘恺威的恋情传闻源于2011年合作拍摄的电视剧《如意》。2012年1月8日，两人承認恋情。隨后两年，杨刘二人感情稳定，先后合作主演了《HOLD住爱》和《盛夏晚晴天》两部影视作品，并合组公司在香港购置房产。
2013年11月13日，兩人公佈已领结婚証。次年1月8日，在印尼巴厘岛举行了婚礼，並公佈杨幂已怀孕三个月的喜讯。2014年6月，杨幂在香港产下长女。2018年12月22日，杨幂刘恺威通过二人所属经纪公司嘉行传媒发布离婚声明，宣布结束近5年的婚姻。

## 争议事件

### 竖中指事件
2004年6月29日，在宣布杨幂出演《神雕侠侣》中郭襄的几天后，有网友於知名论坛报料楊冪十三、四歲時，和好友对着镜头竖起中指的照片。此事经媒体曝光后，她因此被冠以“小太妹”的称号。对此，身为《神雕侠侣》制作人的张纪中表示，几乎每个人年少时期都有过一些不忍回想的幼稚举动，因此而苛责一个当时尚处中学阶段的小孩实在没有必要。楊冪在劇組采訪期間表达了对自己当年不成熟行为的后悔之意。

### 整容传闻
关于杨幂出道后曾经整容的传言至迟在2007年就已经流传于网上，2010年后相关传言更是喧嚣尘上。对此，杨幂只承认2006年初因拍摄电影《门》的关系听从导演李少红的建议去拔掉了4颗牙（第一前臼齿，见齿列），而对其他的说法一概予以否认，其父亲也多次在接受采访时力证女儿并未整容。